# Сумасшедшие калеки
«Сумасшедшие калеки» (англ. Krazy Kripples) — 2 эпизод 7 сезона (№ 98) сериала «Южный парк», премьера которого состоялась 26 марта 2003 года.

## Сюжет
На комедийное шоу Джимми никто не приходит — все приезжают послушать речь Кристофера Рива, ставшего парализованным инвалидом в результате несчастного случая, но лечащегося стволовыми клетками. Тимми и Джимми возмущены — они инвалиды с рождения, а Риву, который стал инвалидом в результате травмы, уделяется куда больше внимания. Они организуют клуб инвалидов с рождения, противопоставляя себя позёрам вроде Рива. Когда они встречают Стэна, Кайла, Кенни и Картмана, они говорят им о своих планах, но ребята решают остаться в стороне от происходящего.
Тимми и Джимми приносят в магазин футболок изображение придуманного ими логотипа со своим названием — «Калеки», и узнают от продавца, что это название также носит уличная банда в Денвере. Тимми и Джимми решают к ним присоединиться, думая, что это тоже компания инвалидов с рождения. При вступлении лидер «Калек» говорит, что новички должны «брызнуть кровушки», имея в виду противоборствующую группировку «Кровавые». Не зная, чего от них хотят, ребята невольно становятся причиной аварии, в результате которой пострадало 13 «Кровавых». К тому же они купили своим новым друзьям газировки и зефира. В итоге Джимми и Тимми становятся членами клуба «Калек», и все относятся к ним с уважением.
В это время полупарализованный Кристофер Рив продолжает принимать стволовые клетки (высасывая внутренности у человеческих эмбрионов) и постепенно выздоравливает. Стэн, Кайл, Картман и Кенни продолжают изредка появляться в кадре, но проходят мимо, говоря: «мы с этим не связываемся». Рив, поглощая эмбрионов, постепенно становится сверхсильным. Его пытается остановить Джин Хэкмен, но Рив никого не желает слушать.
«Кровавые» в качестве мести за погибших собратьев изрешетили дом Джимми. Тот узнаёт, что «Калеки» и «Кровавые» — давние враги. Думая, что это вражда калек от рождения и людей, ставших калеками в результате несчастного случая, Джимми решает помирить давних врагов, собрав всех вместе и заперев на ночь в центре отдыха.
Кристофер Рив становится главой Армии Разрушения, в которую входят различные злодеи (от Саддама Хусейна и Доктора Дума до Профессора Хаоса и Генерала Бардака), ставя своей целью уничтожение Джина Хэкмана. Однако Хэкмен с друзьями приходит на собрание Армии и говорит, что нашёл способ обезопасить мир от Кристофера Рива.
Тем временем Джимми, используя своё красноречие, мирит уличные группировки, говоря: «Да ладно вам!» Они с Тимми устраивают вечеринку в центре отдыха, и «Калеки» с «Кровавыми» отлично проводят там время.
В конце эпизода показывается, каким образом Хэкман победил Рива: он заточил его в «призрачную зону», квадрат, летающий в космосе. С Земли на этот квадрат смотрят Стэн, Кайл, Картман и Кенни, ещё раз радуясь, что они не ввязались во всё, что происходило в серии.

## Персонажи
В этом эпизоде впервые появляются Райан и Сара Волмер (Свенсон).

## Члены «Армии Разрушения»
- Соломон Гранди (персонаж комиксов)
- Профессор Хаос и Генерал Бардак
- Доктор Октопус (враг Человека-паука)
- Дэвид Блейн (см. серию «Суперлучшие друзья»)
- Ким Чен Ир
- Чита (враг Чудо-женщины)
- Саддам Хусейн
- Чёрная Манта (враг Аквамэна)
- Доктор Дум
- Усама бин Ладен (ранее был убит в эпизоде «У Усамы бен Ладена вонючие штаны»)
- Роджер Эберт

## Пародии
- В серии пародируется кампания Кристофера Рива по исследованию стволовых клеток.
- Роли Хэкмана и Рива в происходящем меняются на противоположные по сравнению с ранними фильмами о Супермене, где Рив играл супергероя, а Хэкман — его противника, злодея Лекса Лутора. Из цикла о Супермене взята и идея «Призрачной зоны» (англ. Phantom Zone); в такой же летающий в космосе квадрат были заключены злодеи из вселенной «Супермена» Генерал Зод (англ. General Zod), Урса (англ. Ursa) и Нон (англ. Non).
- В США существуют враждующие преступные группировки Crips («хромые») и Bloods («кровавые»), члены которых носят синие и красные банданы соответственно.
- В эпизоде, где Джимми произносит фразу «Они реальные калеки, вообще, конечно» член банды Crips исполняет танец C-Walk («хромая походка»), традиционный танец реальной группировки Crips. Часто в своих видео этот танец исполняет рэпер Снуп Дог.